# ایستگاه متروی میدان آزادی
ایستگاه مترو میدان آزادی، یک ایستگاه خط چهار متروی تهران است که در میدان آزادی، بزرگراه لشگری ج، ابتدا خیابان برادران رحمانی واقع شده‌است.
این ایستگاه که در ۱۸ بهمن ۱۳۸۹ تأسیس شده دارای ۱۰۶۵۹ متر مربع فضای سرپوشیده می‌باشد.

## نگارخانه

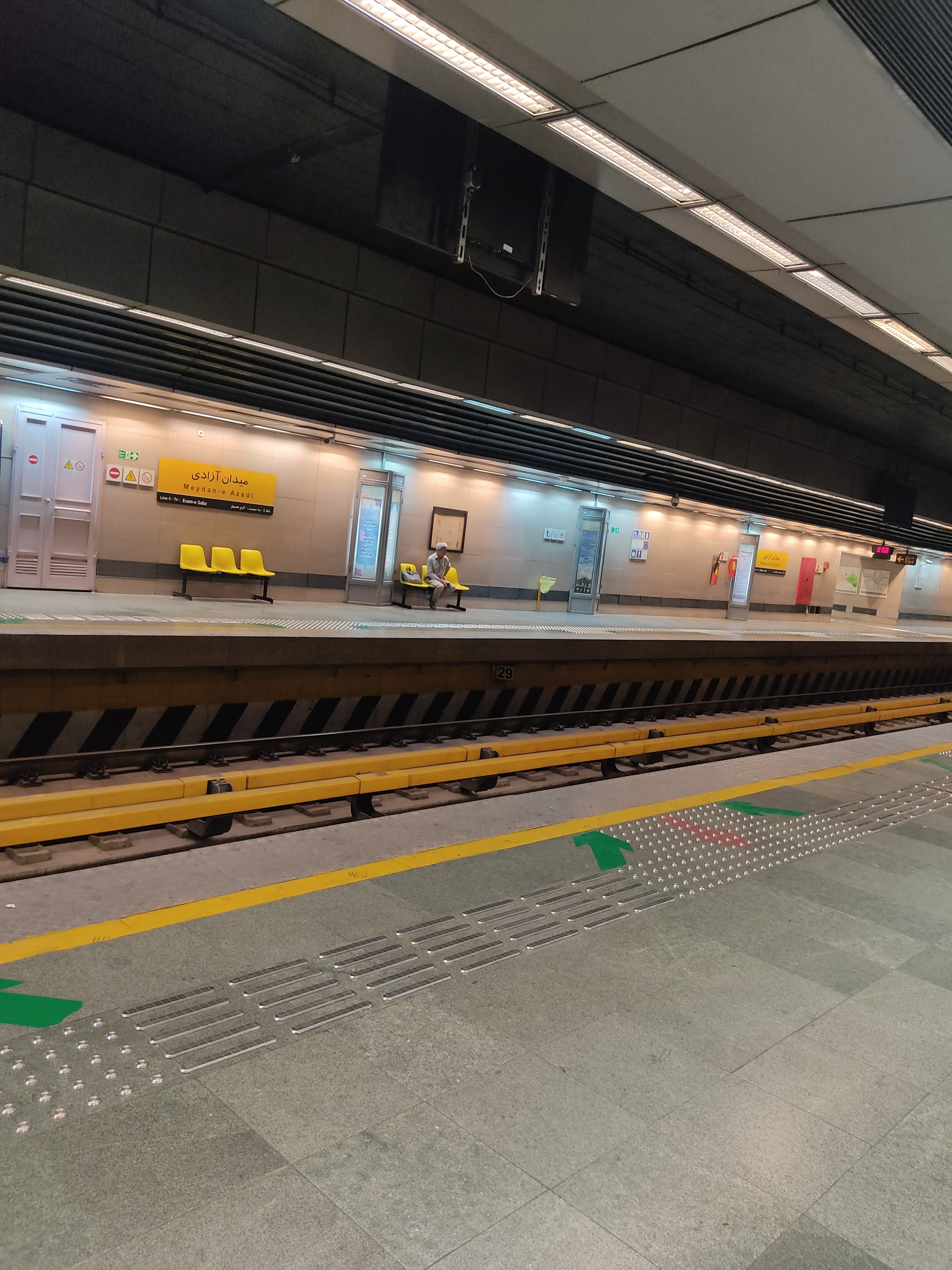
سکو ایستگاه
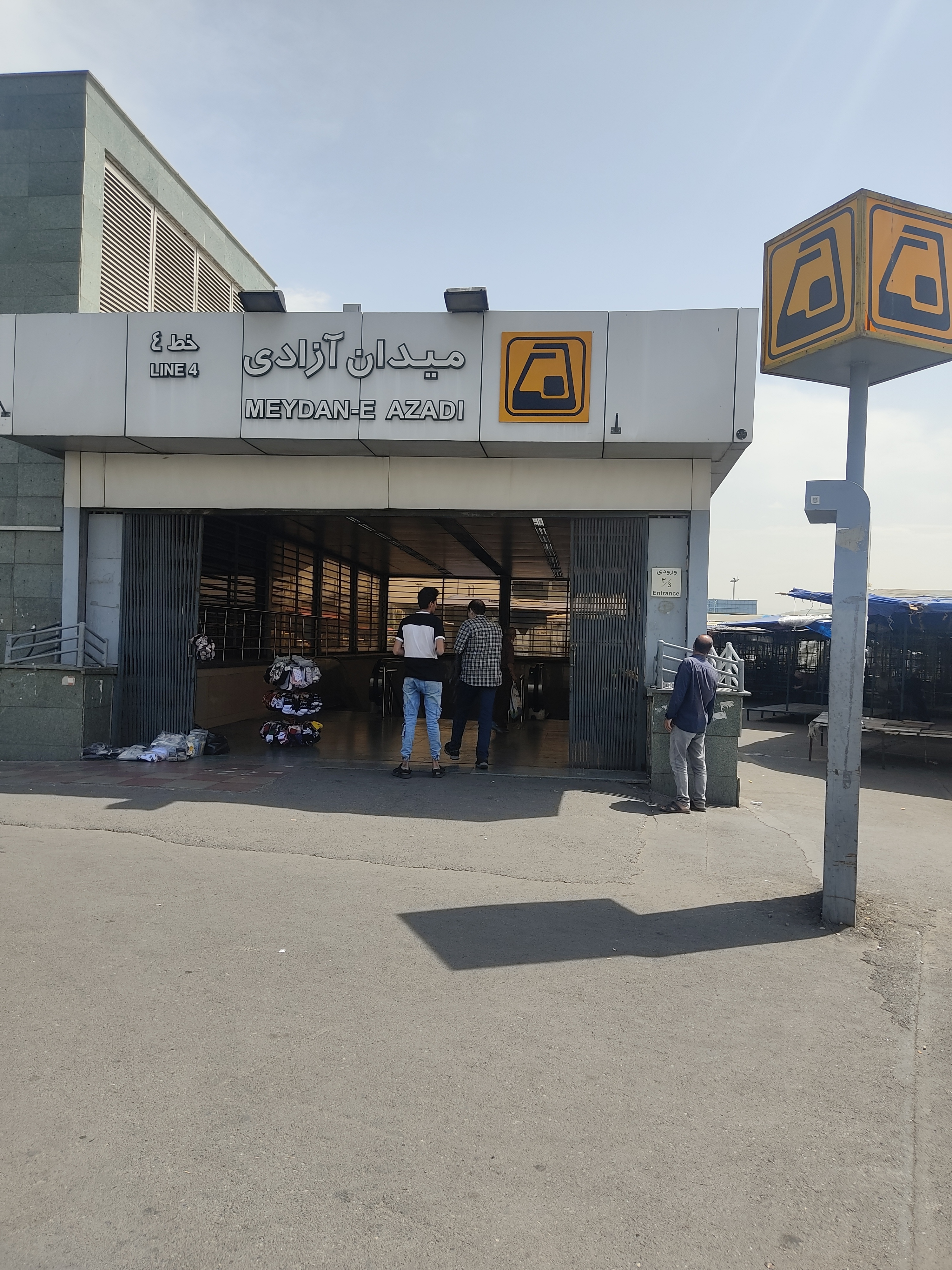
ورودی دوم ایستگاه